# Desulfobacterales
Desulfobacterales — порядок бактерій з класу дельта-протеобактерій (Delta Proteobacteria). Це грам-негативні, анаеробні, сульфат-відновлюючі бактерії. Для отримання енергії вони відновлюють сульфати, зводячи їх до сульфідів.